# Stegastes arcifrons
Stegastes arcifrons är en fiskart som först beskrevs av Heller och Snodgrass, 1903.  Stegastes arcifrons ingår i släktet Stegastes och familjen Pomacentridae. IUCN kategoriserar arten globalt som livskraftig. Inga underarter finns listade i Catalogue of Life.